# Reversibilidade
Reversibilidade refere-se à propriedade de um sistema físico de retornar ao estado inicial A quando revertida a causa que o levou de A ao estado final B distinto de A. É aplicado com duas conotações, uma estrita, outra mais ampla.

## Definição
Em sentido estrito, reversibilidade aplica-se a processos que não acarretam aumento de entropia. Em sistemas termodinâmicos isolados reversibilidade refere-se a capacidade de um sistema termodinâmico macroscópico ou microscópico de experimentar alterações físicas ou químicas sem que estas alterações impliquem um aumento da entropia do sistema, sendo assim sempre possível voltar-se ao estado anterior à transformação uma vez revertidas as condições que implicaram tal transformação. Em acordo com a segunda lei da termodinâmica, caso haja aumento de entropia quando da ocorrência de processos em sistemas isolados, os estados iniciais - de menor entropia - ficam doravante permanentemente inacessíveis ao sistema isolado. Somente estados caracterizados por um mesmo valor de entropia são acessíveis de forma reversível. Os estados caracterizados por maiores valores de entropia são acessíveis, contudo de forma irreversível, e os com menores valores de entropia ficam permanentemente inacessíveis uma vez mantidas as fronteiras completamente restritivas delimitando o sistema.
Em sentido lato, "reversibilidade" aplica-se a sistemas com fronteiras permeáveis - fechados e mesmo abertos - nos quais os estados A e B diferem de tal forma que o estado B retenha em si todas as condições necessária para que o estado A mostre-se novamente acessível uma vez invertido o processo que afrouxou as restrições que impediam a transformação de A para B - esta geralmente espontânea. Não é necessário neste caso que o estado B seja isentrópico a A, podendo B ser caracterizado por uma entropia maior do que A. Contudo a transformação e os estados devem ter consigo associados a propriedade de que, ao impor-se o retorno a A, o processo de retorno intrinsecamente implique a transferência do excesso de entropia - produzido na transição inicial de A para B - para a vizinhança - geralmente mediante calor entre o sistema e a vizinhança. Assim, o processo que leva à transição entre A-B é reversível às custas de um constante aumento da entropia da vizinhança, visto que a entropia não renegada à vizinhança produzida no processo direto (A --> B) é automaticamente renegada à vizinhança no processo reverso (B --> A).
Exemplo clássico da aplicação da reversibilidade em sentido lato associa-se ao processo de carga e descarga das pilhas recarregáveis (baterias) quando contrastado ao processo irreversível atrelado às pilhas comuns não recarregáveis. Ao passo que nas pilhas comuns o estado final B - o da pilha descarregada - não implica as condições necessárias para o retorno ao estado inicial (pilha carregada) mediante a mera inversão do sentido da corrente elétrica que ocorrera durante a descarga, nas pilhas recarregáveis o estado final B implica todas as condições para que, uma vez revertida a corrente, o estado A seja novamente acessível, mesmo que calor seja liberado no processo de carga - assim como de descarga - para o ambiente, ou seja, mesmo às custas de um constante aumento da entropia na vizinhança. Nas pilhas não recarregáveis, o processo também irreversível associado à inversão da corrente citada leva o sistema não ao regresso ao estado A, mas sim a um terceiro estado C muitas vezes indesejável (vazamento da bateria, explosões, etc.).
Um exemplo típico de reversibilidade em sentido lato é também o que se dá nos materiais elásticos que podem variar seu estado de deformação e tensão sob a ação de certas forças e voltar a seu estado inicial quando as forças deixam de atuar sobre o material.
Frente aos resultados empíricos, a definição de reversibilidade associar-se-ia a rigor à definição em sentido estrito apresentada - sendo esta entretanto utópica - visto que na prática não ocorrem processo completamente reversíveis - que concordem de forma exata com a definição estrita, embora processo muito próximos a estes possam ser verificados. Na prática verificam-se apenas os processos que concordam com a definição em sentido lato de "reversibilidade". Fala-se por tal em transformações, processos quase-estáticos, ou ainda processos quase-reversíveis.
É importante ressaltar que nem todos os processos físicos são reversíveis. O cozimento de um ovo, que caracteriza-se como um processo físico - e não químico como muitos pensam - é, certamente, um processo irreversível. O mesmo vale, de forma mais evidente, para os processos químicos.

## Reversibilidade e irreversibilidade nas reações químicas
Uma reação química pode ser reversível, se é possível que ocorra em ambos os sentidos:
A ⇌ B + C
O irreversível só pode ocorrer em um sentido:
A → B + C

## Exemplos
Seguem-se alguns exemplos tanto de processos reversíveis quanto irreversíveis.

### Exemplos de reversibilidade
- Em recipiente fechado, fundir o gelo e posteriormente voltar a congelá-lo.
- Em ambiente fechado, evaporar a água e voltar a condensá-la.
- Estirar, por compressão ou estiramento, uma mola numa pequena variação de comprimento (logo recupera-se a forma original da mola).
- Deformar, por compressão ou estiramento, um objeto de borracha ou outro elastômero numa pequena variação de comprimento e durante tempo curto (logo recupera-se a forma original do objeto).

### Exemplos de irreversibilidade
O que se segue é uma lista de eventos espontâneos que contribuem para a irreversibilidade dos processos.
- Transferência de calor através de uma diferença de temperatura finita
- A deformação plástica, por exemplo, ao estirar um objeto de borracha por longo período de tempo ou além do seu limite de elasticidade, de maneira que a forma original não se recupere mais
- Fluxo de corrente elétrica através de uma resistência
- Magnetização ou polarização com histerese
- Desenfreada expansão de fluidos
- Reações químicas espontâneas
- Envelhecer
- Cozinhar um alimento qualquer a base de amido, como uma massa
- Cozinhar um ovo.

A expansão Joule é um exemplo da termodinâmica clássica que mostra como é possível trabalhar o consequente aumento da entropia. Isto ocorre quando um volume de gás é mantido em uma parte de um recipiente isolado termicamente (através de uma pequena partição), com o outro lado do recipiente sendo evacuado, a partição entre as duas partes do recipiente é então aberta e o gás preenche todo o recipiente. A energia interna do gás continua a ser a mesma, enquanto que o volume aumenta. O estado original não pode ser recuperado por simplesmente comprimir o gás do seu volume original, uma vez que a energia interna será aumentada por essa compressão. O estado original só pode ser recuperado por arrefecimento do sistema causando assim, de forma irreversível, o aquecimento do ambiente.